# パインサイダー

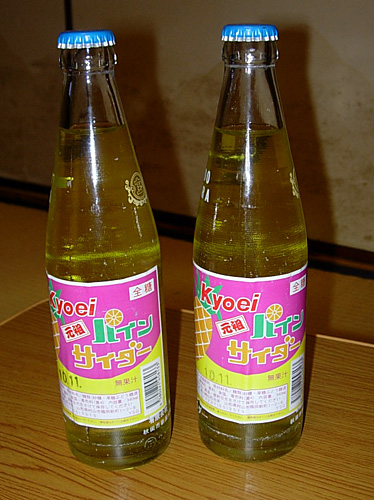
山形共栄社製パインサイダー

パインサイダー（Pine Cider）は、主に山形県内でつくられている炭酸飲料のサイダーで、地サイダーの一種。

## 概要
製造されるようになったのは1955年以降（昭和30年代）と言われる。
複数のメーカーによって製造されているので、メーカーやロットによってその風味は一定しない。甘味が強く、よく炭酸が溶け込んでいるため、非常に刺激の強い味で、黄色に色付けがされているものが多い。
総務省が行った2009年（平成21年）～2011年（平成23年）平均の家計調査によると、一世帯当たり炭酸飲料の支出で山形は第3位（調査は各都道府県庁所在地において。山形では山形市においての順位）となっており、サイダー文化が根付いている山形県民にとっては懐かしの味のひとつとなっている。
かつては、300-500ml程度のやや小型のビン入りで、多くは三ツ矢サイダーのビンが使われていた（なお、志んこやの「コロナパイン」では現在も使用されている。）。理由としては「今のビンはガラスが薄く、炭酸を入れると割れてしまう」とのこと。夏にケース単位で買い置きする飲み物として山形県内で広く普及していた。しかし、清涼飲料のパッケージがビンから缶、ペットボトルに移行し、ケースで買う習慣が薄れてくると、次第に見かけることがなくなっていった。
2004年（平成16年）5月、三和缶詰株式会社と山形県酒類卸株式会社が共同して、「みるパインサイダー」を製造・販売した。300ml入りのボトル缶入りで、この缶の側面には山形テレビのイメージキャラクターである「みるるん」が描かれている。同年夏には、山形テレビのテレビコマーシャルで頻繁に広告され、山形県内のファミリーマートでよく見かけるようになった。
2005年（平成17年）にはダイドードリンコが「復刻堂」シリーズの一つとしてパインサイダーを全国発売した。
2012年（平成24年）には、山形食品が「山形パインサイダー」（250ml入り缶）として県下を中心に販売を開始している。

## 主な製造元
- 山形食品株式会社
- 三和缶詰株式会社（みるパインサイダー）
- 山形共栄
- 志んこや（コロナパイン）
- フジサイダー
- 荘内合同飲料
- 丸善飲料（丸善サイダー）※現在、製造販売は行っていない